# Eclissi solare del 3 novembre 1994

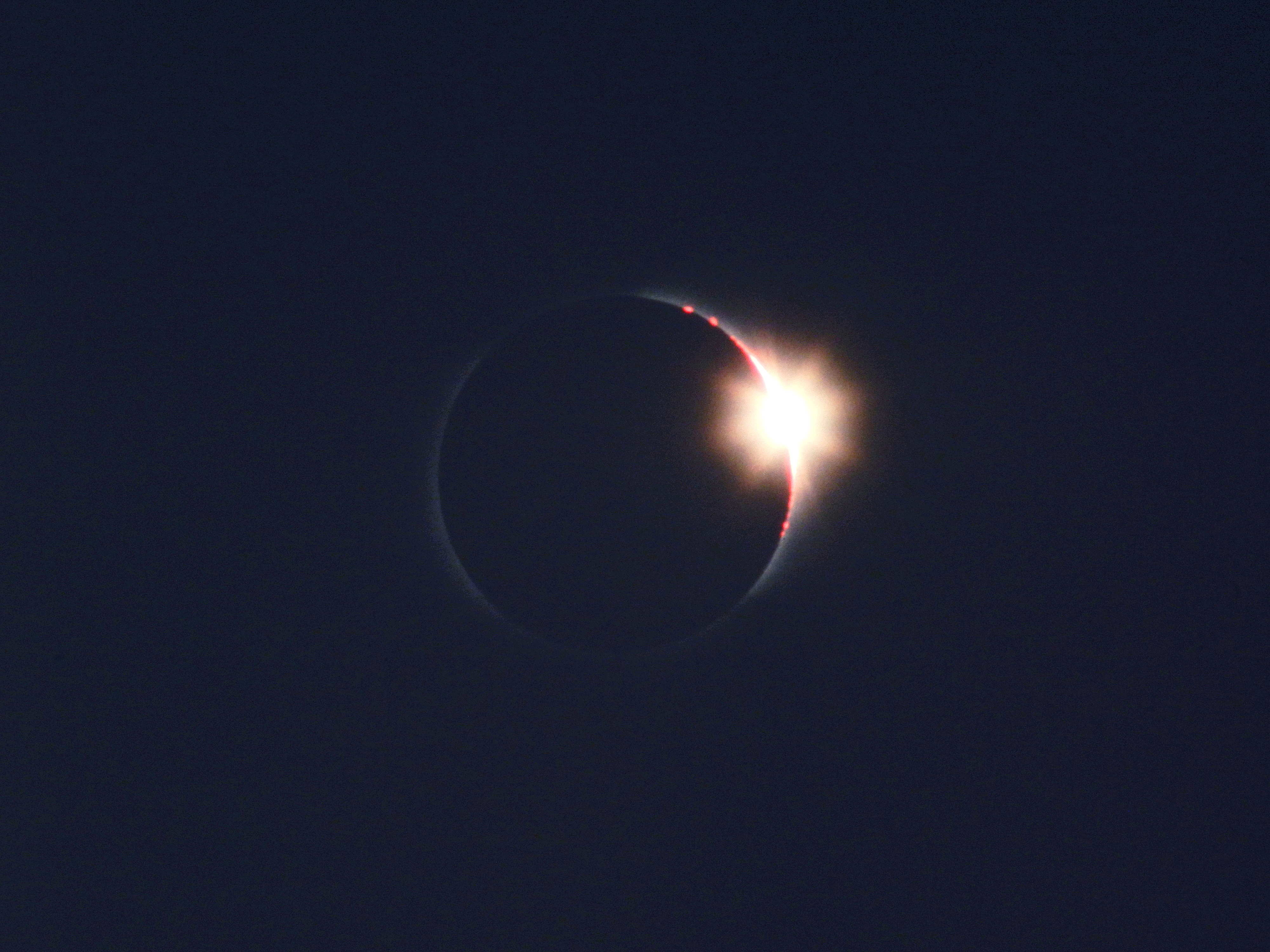
"Diamond ring" ripreso dall'astrofilo Claudio Lelli (Forlì); località Sevaruyo (Bolivia), pellicola Fuji, focale 300 mm con duplicatore

L'eclissi solare del 3 novembre 1994 è un evento astronomico che ha avuto luogo il suddetto giorno attorno alle ore 13.40 UTC.
L'eclissi, di tipo totale, è stata visibile in alcune parti del Sud America (Brasile, Bolivia, Cile, Paraguay e Perù), dell'Antartide, dell'Africa e dell'Oceano Atlantico.

Animazione dell'evento

La durata della fase massima dell'eclissi è stata di 4 minuti. 23 secondi e l'ombra lunare sulla superficie terrestre raggiunse una larghezza di 189 km;  punto di massima totalità è avvenuto n mare lontano da qualsiasi terra emersa.
L'eclissi del 3 novembre 1994 è diventata la seconda eclissi solare nel 1994 e la 214ª nel XX secolo. La precedente eclissi solare ha avuto luogo il 10 maggio 1994, la seguente il 29 aprile 1995.

## Eclissi correlate

### Eclissi solari 1993 - 1996
Questa eclissi è un membro di una serie semestrale. Un'eclissi in una serie semestrale di eclissi solari si ripete approssimativamente ogni 177 giorni e 4 ore (un semestre) in nodi alternati dell'orbita della Luna.

### Ciclo di Saros 133
L'evento fa parte del ciclo di Saros 133, che si ripete ogni 18 anni, 11 giorni, comprendente 72 eventi. La serie è iniziata con un'eclissi solare parziale il 13 luglio 1219. Contiene eclissi anulari dal 20 novembre 1435 al 13 gennaio 1526, con un'eclissi ibrida il 24 gennaio 1544. Comprende eclissi totali dal 3 febbraio 1562, fino al 21 giugno 2373. La serie termina al membro 72 con un'eclissi parziale il 5 settembre 2499. La durata più lunga della totalità è stata di 6 minuti, 49 secondi il 7 agosto 1850. Le eclissi totali di questa serie di Saros divengono sempre più brevi e compaiono più a sud con ogni iterazione. Tutte le eclissi di questa serie si verificano nel nodo ascendente della Luna.